# Jan Gabor
Jan Gabor (ur. 11 września 1935 w Szufnarowej, zm. 29 marca 1997 w Oleśnicy) – polski ksiądz, prałat kościoła rzymskokatolickiego, dziekan dekanatu Oleśnica wschód w latach 1994–1997, proboszcz parafii św. Józefa Oblubieńca NMP w Bierutowie w latach 1978–1997.
Jako proboszcz w Bierutowie działał na rzecz przekazania poewangelickiego gotyckiego kościoła św. Katarzyny Aleksandryjskiej w Bierutowie miejscowej parafii (kościół był użytkowany jako magazyn państwowy). Udało się to w 1982, gdy 26 sierpnia miało miejsce pierwsze wejście do tego kościoła, a 25 grudnia 1982 została odprawiona pierwsza po II wojnie światowej pasterka w murach tej świątyni.
Pośmiertnie uhonorowany poprzez nadanie w drodze uchwały Rady Miejskiej NR XVII/141/16 z dnia 25 lutego 2016 r. nazwy skwer Księdza Prałata Jana Gabora skwerowi znajdującemu się przed kościołem św. Katarzyny Aleksandryjskiej w Bierutowie, u zbiegu ulic: Adama Mickiewicza, Kościelnej i Placu Kościelnego.